# أغستاش برنغلي
أغستاش برنغلي (الاسم العلمي: Agastache pringlei) نوع نباتي يتبع جنس الأغستاش وينتمي إلى الفصيلة الأغستاش.